# Mistrzostwa Polski w Biathlonie Letnim 2012
Mistrzostwa Polski w biathlonie letnim 2012 odbyły się w Kościelisku w dniach 28 czerwca – 1 lipca 2012 roku. O tytuł Mistrza Polski biathloniści rywalizowali w trzech konkurencjach: sprincie, biegu masowym i biegu indywidualnym. Wśród kobiet w biegu indywidualnym, masowym i sprinterskim triumfowała Monika Hojnisz, natomiast w rywalizacji mężczyzn w biegu indywidualnym zwyciężył Adam Kwak, zaś bieg masowy zakończył się zwycięstwem Krzysztofa Pływaczyka. Bieg sprinterski zakończył się zwycięstwem podopiecznego klubu AZS-AWF Katowice Grzegorza Brila.

## Kobiety

### Bieg indywidualny
| Miejsce | Zawodnik          | Klub                        | Strzelanie | Czas    | Strata  |
| ------- | ----------------- | --------------------------- | ---------- | ------- | ------- |
| 1       | Monika Hojnisz    | UKS Lider Katowice          | 0+0+0+1    | 28:43.7 | –       |
| 2       | Agnieszka Cyl     | MKS Karkonosze Jelenia Góra | 0+0+1+1    | 29:50.9 | +1:07.2 |
| 3       | Paulina Bobak     | AZS-AWF Katowice            | 1+0+0+0    | 30:24.6 | +1:40.9 |
| 4       | Maria Bukowska    | BKS WP-Kościelisko          | 1+1+1+0    | 31:48.2 | +3:04.5 |
| 5       | Katarzyna Leja    | BKS WP-Kościelisko          | 0+2+0+3    | 32:48.5 | +4:04.8 |
| 6       | Magdalena Gwizdoń | BLKS Żywiec                 | 1+3+1+2    | 33:03.9 | +4:20.2 |
| 7       | Beata Szymańczak  | AZS-AWF Katowice            | 2+4+0+1    | 33:59.0 | +5:15.3 |
| 8       | Karolina Pitoń    | BKS WP Kościelisko          | 1+3+2+2    | 34:41.9 | +5:58.2 |
| 9       | Zuzanna Smolec    | BKS WP Kościelisko          | 2+3+2+1    | 35:12.9 | +6:29.2 |
| 10      | Iwona Iwaniec     | BKS WP Kościelisko          | 3+1+2+1    | 35:29.3 | +6:45.6 |

### Bieg masowy
| Miejsce | Zawodnik                     | Klub                        | Strzelanie | Czas    | Strata   |
| ------- | ---------------------------- | --------------------------- | ---------- | ------- | -------- |
| 1       | Monika Hojnisz               | UKS Lider Katowice          | 0+0+0+0    | 23:25.0 | –        |
| 2       | Paulina Bobak                | AZS-AWF Katowice            | 0+0+0+1    | 25:09.1 | +1:44.1  |
| 3       | Magdalena Gwizdoń            | BLKS Żywiec                 | 1+3+0+0    | 25:21.9 | +1:56.9  |
| 4       | Weronika Nowakowska-Ziemniak | AZS-AWF Katowice            | 2+3+0+1    | 25:49.1 | +2:24.1  |
| 5       | Katarzyna Leja               | BKS WP Kościelisko          | 0+1+1+2    | 26:36.8 | +3:11.8  |
| 6       | Karolina Pitoń               | BKS WP Kościelisko          | 1+2+1+0    | 27:28.8 | +4:03.8  |
| 7       | Beata Szymańczak             | AZS-AWF Katowice            | 1+2+4+4    | 28:23.2 | +4:58.2  |
| 8       | Paulina Wieczorek            | MKS Duszniki Zdrój          | 4+0+0+3    | 30:04.9 | +6:39.9  |
| 9       | Sylwia Malinowska            | AZS AWF Wrocław             | 1+2+2+2    | 30:26.5 | +7:01.5  |
| DNS     | Agnieszka Cyl                | MKS Karkonosze Jelenia Góra | 0+0+0+0    | 00:00.0 | +00:00.0 |

### Bieg sprinterski
| Miejsce | Zawodnik                     | Klub                        | Strzelanie | Czas    | Strata  |
| ------- | ---------------------------- | --------------------------- | ---------- | ------- | ------- |
| 1       | Monika Hojnisz               | UKS Lider Katowice          | 0+0        | 12:47,0 | –       |
| 2       | Weronika Nowakowska-Ziemniak | AZS-AWF Katowice            | 1+1        | 13:46,5 | +0:59,5 |
| 3       | Magdalena Gwizdoń            | BLKS Żywiec                 | 2+0        | 13:56,6 | +1:09,6 |
| 4       | Paulina Bobak                | AZS-AWF Katowice            | 1+0        | 14:04,7 | +3:04.5 |
| 5       | Maria Bukowska               | BKS WP-Kościelisko          | 2+2        | 14:43,4 | +1:56,4 |
| 6       | Zuzanna Smolec               | BKS WP-Kościelisko          | 1+1        | 14:53,3 | +2:06,3 |
| 7       | Katarzyna Leja               | BKS WP-Kościelisko          | 2+1        | 14:53,5 | +2:06,5 |
| 8       | Beata Szymańczak             | AZS-AWF Katowice            | 3+2        | 14:59,7 | +2:12,7 |
| 9       | Karolina Pitoń               | BKS WP Kościelisko          | 1+1        | 15:02,6 | +2:15,6 |
| 10      | Kamila Buchla                | MKS Karkonosze Jelenia Góra | 1+4        | 15:31,3 | +2:44,3 |

## Mężczyźni

### Bieg indywidualny
| Miejsce | Zawodnik            | Klub                        | Strzelanie | Czas    | Strata  |
| ------- | ------------------- | --------------------------- | ---------- | ------- | ------- |
| 1       | Adam Kwak           | BKS WP-Kościelisko          | 1+1+1+2    | 30:02,1 | –       |
| 2       | Krzysztof Pływaczyk | BKS WP-Kościelisko          | 2+2+0+0    | 30:18,6 | +0:16,5 |
| 3       | Łukasz Szczurek     | BKS WP-Kościelisko          | 1+2+0+1    | 30:21,4 | +0:19,3 |
| 4       | Grzegorz Guzik      | BLKS Żywiec                 | 0+1+1+2    | 31:00,3 | +0:58,2 |
| 5       | Rafał Lepel         | AZS-AWF Katowice            | 2+1+1+1    | 31:02,5 | +1:00,4 |
| 6       | Mirosław Kobus      | AZS-AWF Katowice            | 1+1+2+0    | 31:10,5 | +1:08,4 |
| 7       | Grzegorz Bril       | AZS-AWF Katowice            | 1+2+1+2    | 31:24,6 | +1:22,5 |
| 8       | Mateusz Zawół       | MKS Karkonosze Jelenia Góra | 1+3+1+1    | 31:36,1 | +1:34,0 |
| 9       | Radosław Szwade     | MKS Duszniki Zdrój          | 0+3+1+1    | 32:00,4 | +1:58,3 |
| 10      | Krzysztof Guzik     | BLKS Żywiec                 | 3+1+2+1    | 32:34,4 | +2:32,3 |

### Bieg masowy
| Miejsce | Zawodnik            | Klub               | Strzelanie | Czas    | Strata  |
| ------- | ------------------- | ------------------ | ---------- | ------- | ------- |
| 1       | Krzysztof Pływaczyk | BKS WP Kościelisko | 1+2+1      | 26:25.3 | –       |
| 2       | Mirosław Kobus      | AZS-AWF Katowice   | 1+1+1      | 26:44.8 | +19.5   |
| 3       | Łukasz Szczurek     | BKS WP Kościelisko | 1+3+1      | 26:51.3 | +26.5   |
| 4       | Adam Kwak           | BKS WP Kościelisko | 1+2+1      | 27:20.1 | +54,8   |
| 5       | Radosław Szwade     | MKS Duszniki Zdrój | 1+2+1      | 27:26.2 | +1:00.9 |
| 6       | Marcin Ciepłak      | KS Ryfama Rybnik   | 3+3+4      | 27:34.8 | +1:09,5 |
| 7       | Mateusz Wieczorek   | AZS-AWF Katowice   | 2+1+0      | 27:38.4 | +1:13,1 |
| 8       | Rafał Marek         | BLKS Żywiec        | 2+1+1      | 27:42.7 | +1:17,4 |
| 9       | Grzegorz Bril       | AZS-AWF Katowice   | 0+4+4      | 28:12.4 | +1:47,1 |
| 10      | Rafał Lepel         | AZS-AWF Katowice   | 2+0+2      | 28:20.8 | +1:55,5 |

### Bieg sprinterski
| Miejsce | Zawodnik              | Klub                        | Strzelanie | Czas    | Strata  |
| ------- | --------------------- | --------------------------- | ---------- | ------- | ------- |
| 1       | Grzegorz Bril         | AZS-AWF Katowice            | 1+2        | 15:25,7 | –       |
| 2       | Mateusz Zawół         | MKS Karkonosze Jelenia Góra | 0+2        | 15:36,2 | +0:10,5 |
| 3       | Krzysztof Pływaczyk   | BKS WP Kościelisko          | 1+1        | 15:40,1 | +0:14,4 |
| 4       | Maciej Nędza-Kubiniec | AZS-AWF Katowice            | 0+2        | 15:48,1 | +0:22.4 |
| 5       | Grzegorz Guzik        | BLKS Żywiec                 | 1+2        | 15:48,6 | +0:22,9 |
| 6       | Łukasz Szczurek       | BKS WP-Kościelisko          | 1+2        | 15:50,0 | +0:24,3 |
| 7       | Dariusz Krajewski     | MKS Karkonosze Jelenia Góra | 0+1        | 15:50,1 | +0:24,4 |
| 8       | Rafał Lepel           | AZS-AWF Katowice            | 1+0        | 15:55,9 | +0:30,2 |
| 9       | Mirosław Kobus        | AZS-AWF Katowice            | 1+1        | 16:02,5 | +0:36,8 |
| 10      | Radosław Szwade       | MKS Duszniki Zdrój          | 1+2        | 16:06,2 | +0:40,5 |